# Synaxarion
Een Synaxarion (Oudgrieks: Συναξάριον, Latijn: ook Synaxarium) is een 
liturgisch boek, dat in de Oosterse kerken wordt gebruikt. Het bevat heortologische aantekeningen: notities over de religieuze feestdagen in een kerkelijk jaar. Daarnaast bevat het de perikopen, de liturgische orde en hagiografie van de heiligen wier feestdag wordt gevierd. Daarin stemt het overeen met een martyrologie uit de Rooms-Katholieke Kerk.
Een synaxarion voor de stad Constantinopel is vermoedelijk op keizer Constantijn VII (905-959) terug te voeren. Later werd dit geldig voor de hele chalkedonische orthodoxie. De bollandist Hippolyte Delehaye gaf een historische recensie van het boek uit. Een andere recensie ging verder in op het Griekse Meneon (het orthodoxe liturgische maandboek). Deze werd rond het midden van de 12e eeuw in Constantinopel door Russische en Bulgaarse geestelijken naar het Oudkerkslavisch vertaald en uitgebreid met beschrijvingen van Slavische heiligenlevens. Deze Slavische versie staat bekend onder de naam "Proloog". Het synaxarion wordt tot op heden in de oostelijke kerken gebruikt.